# 1796 en Grèce ottomane
Chronologie de la Grèce ottomane
- 1792
- 1793
- 1794
- 1795
- 1796
- 1797
- 1798
- 1799
- 1800

Cette page concerne les évènements survenus en 1796 en Grèce ottomane  :

## Événement
- Début de l'impression, à Vienne, de la Carte de la Grèce de Rigas.

## Naissance
- Dimitrios Charalámbis (el), personnalité politique.
- Ioánnis Kokkónis (el), archéologue.
- Ioánnis Kóstas (el), écrivain.
- Antónios Kriezís, héros de la guerre d'indépendance, premier-ministre.
- Dimitrios Meletopoulos (el), combattant de la guerre d'indépendance et personnalité politique.
- Dimítrios Tsókris (el), chef militaire et personnalité politique.